# Punta Ezquerra

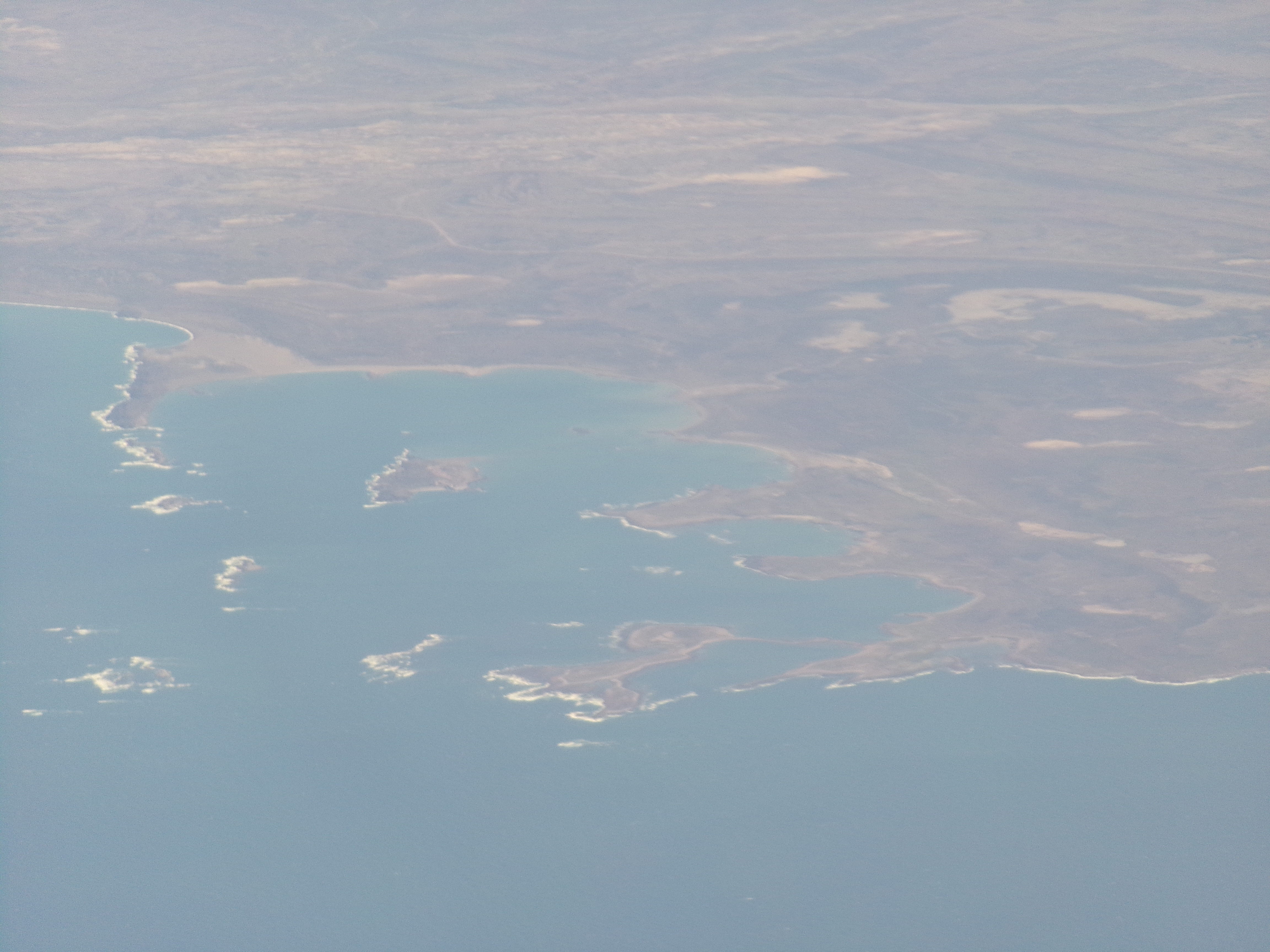
Vista aérea de la punta Ezquerra (izquierda) y sus alrededores desde un Embraer 190 de Austral Líneas Aéreas (ver en detalle en Commons).

La Punta Ezquerra es un accidente geográfico costero ubicado en el departamento Escalante de la provincia del Chubut (Patagonia argentina). Se encuentra dentro del golfo San Jorge, cercana a la localidad de Bahía Bustamante, en el límite con el departamento Florentino Ameghino y enfrentada a la punta Tafor y las pequeñas islas Lobos.
En 2008 se creó el Parque Interjurisdiccional Marino Costero Patagonia Austral, el cual incluye a la punta Ezquerra.